# A. J. Baime
Albert James (A.J.) Baime (geboren am 24. Juli 1971) ist ein US-amerikanischer Autor, Journalist und Redner. Er schreibt regelmäßig für das Wall Street Journal und ist Autor mehrerer Bücher.

## Biographie
Baime wurde in einem Vorort von New Jersey geboren und wuchs dort auf. Er besuchte die West Essex High School. Er erwarb 1994 einen B.A.-Abschluss an der University of New Hampshire und 1997 einen M.A.-Abschluss an der New York University. Bald darauf begann er seine journalistische Laufbahn, indem er als freiberuflicher Faktenprüfer für Zeitschriften wie GQ, Rolling Stone und The Village Voice arbeitete.
1998 trat Baime seine erste Vollzeitstelle als Autor bei der Zeitschrift Maxim an. In den nächsten 15 Jahren arbeitete er bei verschiedenen Publikationen und wurde leitender Redakteur bei den Zeitschriften Boston, Maxim und Playboy. Während dieser Zeit begann er auch für andere Publikationen zu schreiben, insbesondere für das Wall Street Journal, wo er derzeit (Stand 12/2024) die wöchentliche Kolumne „My Ride“ über Menschen schreibt, die eine Leidenschaft für eine bestimmte Art von Auto oder Motorrad haben.
Baime ist bekannt für seine Arbeit als Automobiljournalist; er ist derzeit mitwirkender Redakteur bei Road & Track und gehörte zum Startteam des Online-Automagazins TheDrive von Time Inc.
Der langjährige New Yorker Baime lebt heute (Stand Dezember 2024) in Nordkalifornien und konzentriert sich hauptsächlich auf seine Arbeit als Buchautor.

## Schriften
Baime ist vor allem für seine Bücher The Accidental President: Harry S. Truman and the Four Months that Changed the World (2017), Go Like Hell: Ford, Ferrari, and Their Battle for Speed and Glory at Le Mans (2009) und The Arsenal of Democracy: FDR, Detroit, and an Epic Quest to Arm an America at War (2014) bekannt.
2003 veröffentlichte Baime sein erstes Buch, Big Shots: the Men Behind the Booze. Aber sein Buch Go Like Hell aus dem Jahr 2009 ist das Buch, das seine Karriere als Autor ins Rollen brachte. Das Buch behandelt die Rivalität zwischen Ford und Ferrari um den Sieg beim 24-Stunden-Rennen von Le Mans in den 1960er Jahren und wurde zu dem Film Le Mans 66 – Gegen jede Chance (orig. Ford v. Ferrari) aus dem Jahr 2019 unter der Regie von James Mangold mit Christian Bale und Matt Damon in den Hauptrollen verarbeitet.
Baimes Buch The Arsenal of Democracy aus dem Jahr 2014 – über den Beitrag der Detroiter Autofirmen zum Zweiten Weltkrieg, insbesondere der Ford Motor Company – ist ebenfalls in der Entwicklungsphase für eine Verfilmung. Sowohl Go Like Hell als auch The Arsenal of Democracy wurden mit dem Ken Purdy Award für das beste Schreiben im Automobilbereich ausgezeichnet (der Preis wird von der International Motor Press Association verliehen).

## Veröffentlichungen (Auswahl)
- Big Shots: The Men Behind the Booze. New York: New American Library, 2003.
- Go Like Hell: Ford, Ferrari, and Their Battle for Speed and Glory at Le Mans. Boston: Mariner Books, 2010. ISBN 978-0-547-33605-3
- The Arsenal of Democracy: FDR, Detroit, and an Epic Quest to Arm an America at War. Boston: Mariner Books, Houghton Mifflin Harcourt, 2015, c2014. ISBN 0-544-48387-1
- The Accidental President: Harry S. Truman and the Four Months That Changed the World. Houghton Mifflin Harcourt, 2017. ISBN 0-544-61734-7
- Dewey Defeats Truman:  The 1948 Election and the Battle for America's Soul.  Houghton Mifflin Harcourt, 2020. ISBN 978-1-328-58506-6
- White Lies: The Double Life of Walter F. White and America's Darkest Secret. Mariner Books, 2022
- Survival of the Fastest – Weed, Speed, and the 1980's Drug Scandal that Shocked the Sports World with Randy Lanier. Hachette Books, 2022. ISBN 978-0-306-82645-0